# Anosia olga
Anosia olga är en fjärilsart som beskrevs av Swinhoe 1917. Anosia olga ingår i släktet Anosia och familjen praktfjärilar. Inga underarter finns listade i Catalogue of Life.